# Buthacus maroccanus
Espèce
Synonymes
- Buthacus arenicola maroccanus Lourenço, 2006

Buthacus maroccanus est une espèce de scorpions de la famille des Buthidae.

## Distribution
Cette espèce est endémique de la région de Drâa-Tafilalet au Maroc. Elle se rencontre vers Zagora.

## Description
Le mâle holotype mesure 40,4 mm et la femelle paratype 42,3 mm.

## Systématique et taxinomie
Cette espèce a été décrite sous le protonyme Buthacus arenicola maroccanus par Lourenço en 2006. Elle est élevée au rang d'espèce par Lourenço en 2017.

## Étymologie
Son nom d'espèce lui a été donné en référence au lieu de sa découverte, le Maroc.

## Publication originale
- Lourenço, 2006 : « Further considerations on the genus Buthacus Birula, 1908 (Scorpiones, Buthidae), with a description of one new species and two new subspecies. » Boletín Sociedad Entomológica Aragonesa, no 38, p. 59-70 (texte intégral).